# Oyié Flavié
Oyié Guy Flavié (Yaoundé, 21 maggio 1973) è un ex calciatore camerunese, di ruolo attaccante.

## Carriera
Esordisce con il Diamant Yaoundé diciassettenne, ottenendo con il club capitolino il secondo posto nell'Elite One 1991 e il raggiungimento della finale della coppa nazionale nel 1992. Nel 1993 passa al Canon Yaoundé e poi al 
Kadji S.A..
Nel 1997 viene notato dai colombiani del Atlético Junior, che lo ingaggiano e lo portano in Sud America. La militanza con il club di Barranquilla dura solo un mese perché avvenne il suo passaggio all'Atlético Bucaramanga. Con i leopardi esordì il 3 marzo 1998 nella Coppa Libertadores 1998 contro gli ecuadoriani del Deportivo Quito; con i gialloverdi raggiunse gli ottavi di finale della massima competizione continentale, venendo eliminato con i suoi dai paraguaiani del Cerro Porteño. Negli anni seguenti giocò con il Deportes Quindío e il Santa Fe.
Lasciati i leopardi restò a giocare in Colombia dapprima con il Deportivo Pasto, poi nell'Alianza Petrolera, il Patriotas Boyacá, ed i Centauros. Ha chiuso la carriera agonistica nel Boyacá Chicó.
Con diciassette reti è il miglior marcatore di origine africana della Categoría Primera A, ed è considerato uno di quelli con il miglior rendimento. Lasciato il calcio giocato restò a vivere in Colombia, ottenendone anche la cittadinanza, stabilendosi a Bucaramanga, dove diviene insegnante di educazione fisica.